# Cassoneca
Cassoneca je město a obec v angolské provincii Bengo. Nachází se asi 80 km jihovýchodně od Luandy.